# Initiative populaire « Révision totale de la constitution »
L'initiative populaire « Révision totale de la constitution » est une initiative populaire suisse, rejetée par le peuple le 8 septembre 1935.

## Contenu
L'initiative demande, en vertu de l'article 120 de la Constitution fédérale, une révision complète de celle-ci. Le texte complet de l'initiative peut être consulté sur le site de la Chancellerie fédérale.

## Déroulement

### Contexte historique
La demande de révision de l'assemblée est déposée par un comité formé des différents fronts d'extrême droite de l'époque, parmi lesquels le Front national, les jeunes conservateurs suisses, la Landsgemeinschaft Das Aufgebot, le groupement « Nouvelle Suisse » et la « Lega Nazionale Ticinesi ».

### Récolte des signatures et dépôt de l'initiative
La récolte des 50 000 signatures nécessaires a débuté en avril 1934, la date précise étant inconnue. Le 5 septembre de la même année, l'initiative a été déposée à la chancellerie fédérale qui l'a déclarée valide le 8 novembre.

### Discussions et recommandations des autorités
Ni le parlement, ni le Conseil fédéral ne présentent de recommandations de vote pour cette initiative qui diffère des précédentes en cela qu'elle n'est pas présentée sous la forme d'une modification partielle de la Constitution, mais demande une révision d'ensemble de celle-ci. C'est la première fois depuis 1848 que cette possibilité constitutionnelle est utilisée, les tentatives précédentes de 1851 et de 1865-1866 n'ayant pas réussi à récolter le nombre requis de signatures.

### Votation
Soumise à la votation le 8 septembre 1935, l'initiative est refusé par 72,3 % des suffrages exprimés, le vote des cantons n'étant pas nécessaire. Le tableau ci-dessous détaille les résultats par cantons :

## Effets
Le refus très clair de cette demande de révision est expliqué par la mobilisation de la gauche au côté des radicaux, alors même que ceux-ci étaient en train de se battre contre l'initiative de crise proposée par le Parti socialiste. Un mois après la votation, les frontistes participent pour la seule fois aux élections fédérales et emportent, à cette occasion, deux sièges au Parlement fédéral.
Il faudra attendre 2003 et l'« initiative printemps » pour voir une nouvelle tentative de modification totale de la Constitution. Toutefois cette proposition, comme la majorité de ses prédécesseurs, n'obtiendra pas le nombre de signatures nécessaires pour passer en votation.